# Niki Yang
Niki Hyun Yang (nacida como Hyun Jeong Yang; Hangul: 양현정; RR: Yang Hyeonjeong en Seúl, Corea del Sur; 8 de junio de 1985) es una animadora y actriz de voz surcoreana, nacionalizada estadounidense. Después de graduarse de la Universidad Hongik y luego en el Instituto de las Artes de California, fue una artista storyboard de Family Guy antes de trasladarse a Frederator Studios Es conocida por interpretar a los personajes de BMO y Arcoiris (Lady Rainicorn en inglés) en Adventure Time.

## Filmografía
| Año           | Título              | Personaje        | Notas |
| ------------- | ------------------- | ---------------- | --- |
| 2008          | Random! Cartoons    | Conejo Bebé      | Episodio: "Las Dos Hermanas de la Bruja"                                                                    |
| 2010–2018     | Adventure Time      | Arcoíris/BMO     | Rol principal; Personaje recurrente, habla sólo en coreano; SCartoon NetworkSerie Animada de Carton Network |
| 2012–2016     | Gravity Falls       | Candy Chiu       | Personaje secundario; Serie Original de Disney Channel                                                      |
| 2014          | TripTank            | Michiko          | Personaje recurrente; Adolescente de Flor Mata el equipo VA!                                                |
| 2015-presente | Escandalosos        | Madre de Chloe   | Episodios: "Mi Clique" y "Chloe y Panda"                                                                    |
| 2015          | Yoyotoki Happy Ears | Creador del show | Serie Original de Amazon                                                                                    |

### Escritora en
- Family Guy
- Slacker Gatos
- Fanboy Y Chum Chum
- Adventure Time
- Fish Hooks
- Gravity Falls
- Bravest Warriors (mini-episodio: "Moo-Fobia")
- Clarence